# Myllykosken Pallo -47
Il Myllykosken Pallo -47, abbreviato in MyPa, è una società calcistica finlandese con sede nella città di Anjalankoski, dal 2009 accorpata alla città di Kouvola. Fondato nel 1947, ha giocato la Veikkausliiga, massima serie del campionato finlandese di calcio, ininterrottamente dal 1992 al 2014, vincendo il campionato nel 2005 e vincendo la Suomen Cup tre volte. La squadra ha preso parte ad alcune edizioni della UEFA Champions League, della Coppa delle Coppe e della Coppa UEFA, venendo spesso eliminata nei turni preliminari. Nel 2015 ha fatto richiesta di fallimento, continuando le attività solamente a livello giovanile. Nel 2024 partecipa al campionato Kakkonen, quarta serie del campionato finlandese.

## Storia

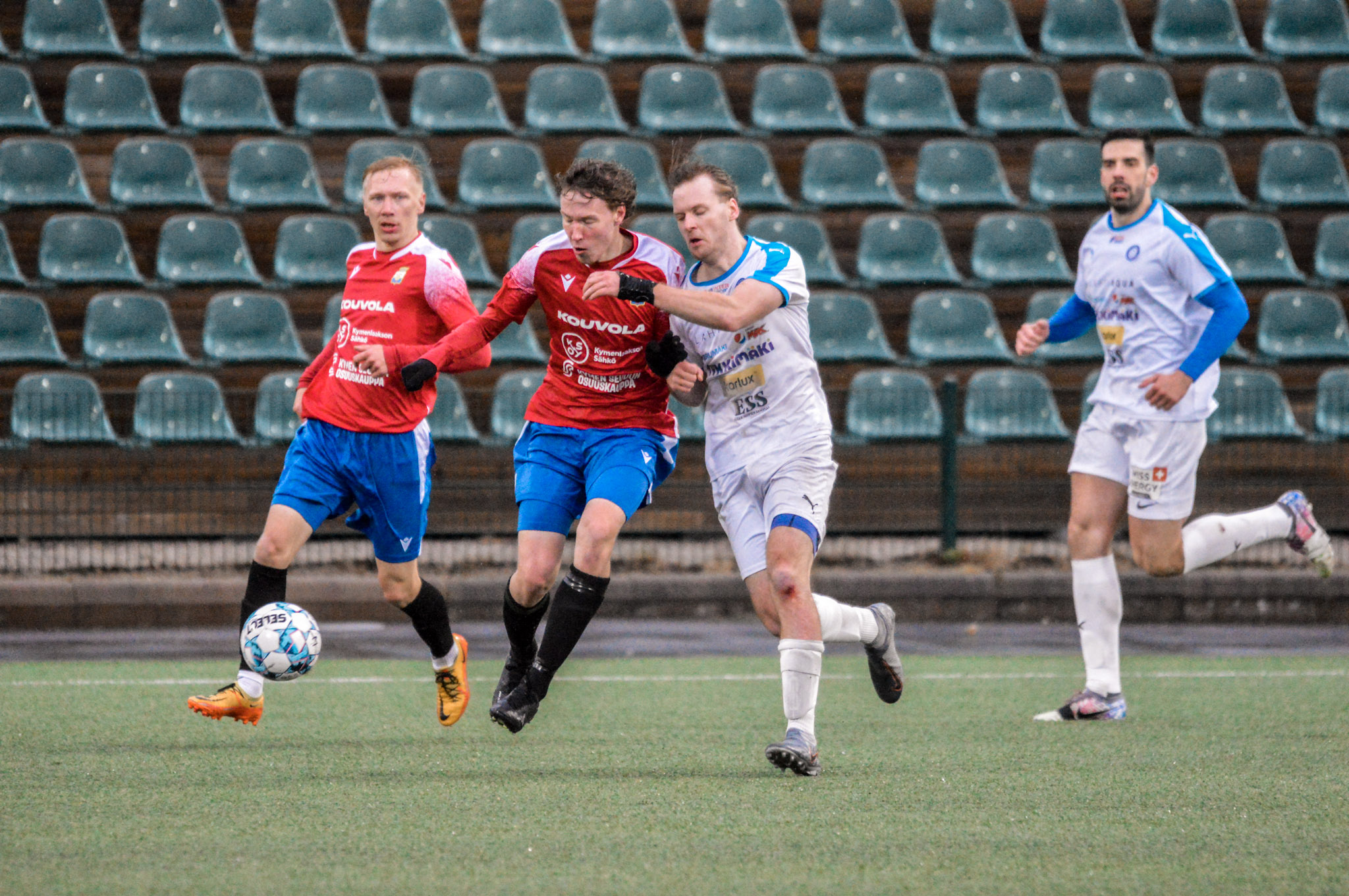
MyPa - FC Kuusysi

Il Myllykosken Pallo -47 fu fondato nel dicembre del 1947 nella città di Anjalankoski. Prima di allora nella cittadina il calcio era già seguito, dunque la formazione della squadra fu un passaggio naturale. La spinta finale venne dalla locale industria cartiera Myllykoski, che costruì un campo da calcio con posti per gli spettatori. Dopo aver disputato per anni i campionati delle serie inferiori, nel 1970 il MyPa disputò la seconda serie nazionale per la prima volta e nel 1975 fece il suo esordio in Mestaruussarja, ma finì la stagione retrocedendo. Negli anni successivi si alternò tra la seconda e la terza serie nazionale e nel 1991 vinse il campionato di seconda serie e venne promosso in Veikkausliiga.
Rimase costantemente in Veikkausliiga per 23 stagioni consecutive dal 1992 al 2014. La prima stagione in massima serie si concluse con un quarto posto e con la conquista della prima Coppa di Finlandia, trofeo che riconquistò poi nel 1995. Grazie alla vittoria della coppa nazionale, partecipò alla Coppa delle Coppe 1993-1994, facendo il suo esordio in una competizione europea, venendo però eliminato nel turno preliminare dal Valur. Tra il 1993 e il 1996, sotto la guida di Harri Kampan, si piazzò al secondo posto per quattro volte di fila. Nel biennio successivo il MyPa non riuscì a replicare i successi degli anni precedenti, concludendo prima al quinto e poi al settimo posto in classifica. In questi anni partecipò per tre volte alla Coppa UEFA e un'altra volta alla Coppa delle Coppe, riuscendo anche a raggiungere il primo turno e affrontando PSV e Liverpool. Nel 1999 ci fu un consistente ricambio di calciatori e il MyPa, guidato da Juha Malinen, concluse il campionato al terzo posto, dopo che aver raggiunto il quinto posto al termine della stagione regolare. Negli anni successivi il MyPa mi mantenne nelle posizioni di vertice, piazzandosi al terzo posto nel biennio 2000-2001 e al secondo posto nel 2002. Dopo la stagione 2003, terminata al quarto posto, Malinen venne sostituito da Ilkka Mäkelä.
Nel 2004 il MyPa vinse la sua terza Coppa di Finlandia, battendo in finale l'Hämeenlinna, e nella stagione successiva conquistò il suo primo titolo nazionale. Il MyPa iniziò la Veikkausliiga 2005 da favorito e nei mesi estivi raggiunse la vetta della classifica, mantenendola fino al termine della stagione e difendendola dagli assalti dell'HJK e del Tampere United. La certezza del primo posto arrivò alla terz'ultima giornata, quando il MyPa batté il Tampere United in un Saviniemi colmo di spettatori. La vittoria del campionato consentì al Mypa di partecipare alla UEFA Champions League nell'edizione 2006-2007: dopo aver eliminato i gallesi del The New Saints nel primo turno preliminare, venne sconfitto dai danesi del Copenaghen nel secondo turno. Nonostante le speranze di replicare la vittoria del campionato anche nella stagione 2006, il MyPa deluse le attese e concluse il campionato al sesto posto. Nel 2007 il MyPa iniziò bene il campionato, raggiungendo il secondo posto, ma una serie di cinque sconfitte consecutive portò l'allenatore Ilkka Mäkelä a dimettersi, venendo sostituito da Janne Hyppönen, con la squadra che alla fine terminò al quinto posto. Negli anni successivi il MyPa non riuscì più a ripetere le ottime prestazioni delle annate precedenti, chiudendo il campionato nelle posizioni di medio-bassa classifica. Partecipò sia alla UEFA Europa League 2010-2011 sia alla UEFA Europa League 2013-2014 come miglior squadra finlandese nella classifica del fair-play, poiché in entrambi i casi la federazione finlandese era risultata nelle prime tre posizioni del UEFA Fair Play ranking. In particolare nell'edizione 2010-2011, dopo aver eliminato prima il Trans Narva e poi l'UE Sant Julià, il MyPa raggiunse il terzo turno di qualificazione, venendo eliminato dai rumeni del Politehnica Timișoara.
Nel 2014 le difficoltà finanziarie della società si fecero importanti e su queste aveva influito molto il fallimento nel 2011 dell'azienda cartiera Myllykoski, che era sempre stato il principale sponsor della società. Il MyPa concluse la Veikkausliiga 2014 all'ottavo posto, ma nel mese di dicembre 2014 non ottenne la licenza di partecipazione alla Veikkausliiga. Constatato ulteriormente che la situazione finanziaria del MyPa era tale da non consentire l'iscrizione della squadra alla Veikkausliiga, la Commissione Licenze diede all'Ilves la licenza di partecipazione alla massima serie. Nel mese di febbraio 2015 arrivò la richiesta di fallimento del MyPa. L'attività è stata continuata solamente a livello giovanile. Riprende nel 2018 e viene iscritta nella terza serie finlandese (Kakkonen).Nel 2019 raggiunge la salvezza nella seconda serie (Ykkönen), sconfiggendo per 3-2 nello scontro decisivo alla penultima giornata i diretti inseguitori del Tampereen_Pallo-Veikot, brevemente TPV.

## Palmarès

### Competizioni nazionali
- Veikkausliiga: 1

2005
- Suomen Cup: 3

1992, 1995, 2004
- Ykkönen: 2

1974, 1991
- Kakkonen: 1

2018

### Altri piazzamenti
- Campionato finlandese:

Secondo posto: 1993, 1994, 1995, 1996, 2002
Terzo posto: 1999, 2000, 2001
- Suomen Cup:

Semifinalista: 1996, 1999, 2001, 2012
- UEFA Fair Play ranking: 5

2000-2001, 2006-2007, 2009-2010, 2011-2012, 2013-2014

## Organico

### Rosa 2019
| N. |                      | Ruolo | Calciatore       |
| -- | -------------------- | ----- | ---------------- |
| 1  | Finlandia (bandiera) | P     | Tomas Turunen    |
| 2  | Finlandia (bandiera) | D     | Benjamin Niveri  |
| 3  | Finlandia (bandiera) | D     | Leevi Perkiö     |
| 4  | Finlandia (bandiera) | D     | Johannes Kytilä  |
| 5  | Finlandia (bandiera) | D     | Oskari Pasanen   |
| 6  | Finlandia (bandiera) | C     | Samuel Lindeman  |
| 7  | Finlandia (bandiera) | D     | Rico Ryöpäs      |
| 9  | Finlandia (bandiera) | A     | Niko Ikävalko    |
| 10 | Finlandia (bandiera) | A     | Tomi Räikkönen   |
| 11 | Finlandia (bandiera) | C     | Anttoni Huttunen |
| 12 | Finlandia (bandiera) | P     | Miika Korpela    |
| 13 | Finlandia (bandiera) | D     | Olli Kähkönen    |
| 14 | Finlandia (bandiera) | A     | Onur Celik       |
| 15 | Finlandia (bandiera) | C     | Niklas Rautomäki |
| 16 | Finlandia (bandiera) | A     | Jussi-Pekka Rämä |

| N. |                      | Ruolo | Calciatore           |
| -- | -------------------- | ----- | -------------------- |
| 17 | Finlandia (bandiera) | C     | Jari Hassel          |
| 18 | Finlandia (bandiera) | D     | Oskari Nurminen      |
| 19 | Finlandia (bandiera) | A     | Arttu Huovila        |
| 20 | Finlandia (bandiera) | A     | Samuel Arponen       |
| 21 | Finlandia (bandiera) | D     | Paavo Kujala         |
| 22 | Estonia (bandiera)   | C     | Kaarel Usta          |
| 23 | Finlandia (bandiera) | D     | Nuutti Laaksonen     |
| 24 | Finlandia (bandiera) | D     | Valtteri Kangasniemi |
| 25 | Finlandia (bandiera) | A     | Rony Huhtala         |
| 26 | Finlandia (bandiera) | A     | Joona Raatikainen    |
| 27 | Finlandia (bandiera) | A     | Tommi Roponen        |
| 28 | Finlandia (bandiera) | D     | Veeti Tuomala        |
| 30 | Finlandia (bandiera) | P     | Joel Peltola         |
| 31 | Finlandia (bandiera) | C     | Joakim Lindberg      |
|    | Finlandia (bandiera) | A     | Tomi Saarelma        |